# Ashley Fink
Ashley Rae Fink (Houston, Texas, 20 de noviembre de 1986) es una actriz estadounidense más conocida como Ashley Fink, conocida principalmente por interpretar a Lauren Zizes en la serie de televisión Glee.

## Biografía
Fink nació en Houston, Texas, y comenzó a actuar a los 4 años después de la iniciativa en el juego de vacaciones de su escuela. Después de mudarse a Los Ángeles con su familia, Ashley estudió  actuación y comenzó a asistir a una Arts High School, donde comenzó a tocar para un público grande como la cabeza en "El mago de Oz"" (el León) y You're A Good Man, Charlie Brown (como Lucy), por nombrar algunos. Fink ha dicho que fue intimidada en la escuela secundaria, pero ella no dejó que eso le afectase.

### Carrera
Fink fue ignorada en gran medida por el público hasta que protagonizó el éxito del Festival de Cine de Tribeca Fat Girls. La película le valió numerosos premios, y Ashley disfrutó de una gira de prensa nacional, donde se conecta con un gran número de sus fanes; Por lo tanto Fink comenzó a ser reconocido como un icono y la inspiración para los jóvenes en todas partes. Ha realizado múltiples apariciones de televisión;. Ella ha hecho múltiples apariciones en televisión; ha aparecido en Make It or Break It , fue el personaje recurrente Lauren Zizes en Glee de Fox. También apareció en la película de Walt Disney Pictures You Again, protagonizada por Betty White , Jamie Lee Curtis y Sigourney Weaver.  Fink produjo su primer corto protagonizado por Camille Winbush titulado "Olivia", que tuvo su estreno en el festival de cine Frameline en San Francisco.
Fink interpretó a Lauren Zizes en la serie de televisión de Fox Glee , haciendo su aparición inicial en el episodio de la primera temporada " Wheels " como una campeona de lucha libre de la escuela secundaria y candidata a la prueba de porristas. Hizo apariciones irregulares hasta el noveno episodio de la segunda temporada. " Educación especial ", cuando se convirtió en el duodécimo miembro del club glee después de Kurt Hummel ( Chris Colfer) transferido a otra escuela. Fink dijo que "estaba obsesionado con Glee antes de ser una gran parte de él y lo he estado constantemente durante un tiempo. Cuando recibí el guión en el que me uní al Glee Club, le envié un mensaje de texto a Chris Colfer y le dije: 'Creo que ¿Me acabo de unir al club Glee?' Al principio no me lo creía del todo, pensé que me estaba volviendo 'Punk'd ' " .
Fink también aparece en el video musical para el año 2004 Stacie Orrico "I Could Be the One".

## Filmografía
| Películas  | Películas                  | Películas                                                   | Películas                                                                     |
| Año        | Película                   | Personaje                                                   | Notas                                                                         |
| ---------- | -------------------------- | ----------------------------------------------------------- | ----------------------------------------------------------------------------- |
| 2004       | The Wedding Video          | Cinnamon                                                    |                                                                               |
| 2006       | Fat Girls                  | Sabrina Thomas                                              |                                                                               |
| 2008       | Hacket                     | Grace                                                       | Película de televisión                                                        |
| 2010       | You Again                  | chica sin acreditar sentada a la mesa en el almuerzo: extra | Películas de televisión                                                       |
| 2011       | Glee: The 3D Concert Movie | Lauren Zizes                                                |                                                                               |
| Televisión |                            |                                                             |                                                                               |
| Año        | Título                     | Personaje                                                   | Notas                                                                         |
| 2005       | ER                         | Margo                                                       | cameo                                                                         |
| 2006       | Gilmore Girls              | Uncredited Artsy Girl                                       | Episodio: Wake Up                                                             |
| 2007       | Blue                       | Beatrice                                                    | Episodio: Pilot                                                               |
| 2009       | Make It or Break It        | guest                                                       | Episodio: Piloto                                                              |
| 2009—2010  | Warren the Great           | Ashley the Barista                                          | Episodio: It Girl; Ashley the Barista                                         |
| 2010       | Huge                       | Amber/Carter McMahon                                        | Estrella invitada 2 episodios                                                 |
| 2012       | Austin & Ally              | Mindy                                                       | Estrella invitada 2 episodio, Serie de TV Disney Channel                      |
| 2009—2015  | Glee                       | Lauren Zizes                                                | personaje recurrente, Serie de TV FOX                                         |
| 2015       | Criminal Minds             | Dana Seavers                                                | Episodio: Til Death Do Us Part                                                |
| Soundtrack |                            |                                                             |                                                                               |
| Año        | Título                     | Personaje                                                   | Notas                                                                         |
| 2010       | Glee                       | Lauren Zizes                                                | (intérprete: "I Know What Boys Like" - sin acreditar, "Sing" - sin acreditar) |